# Schaapvolt

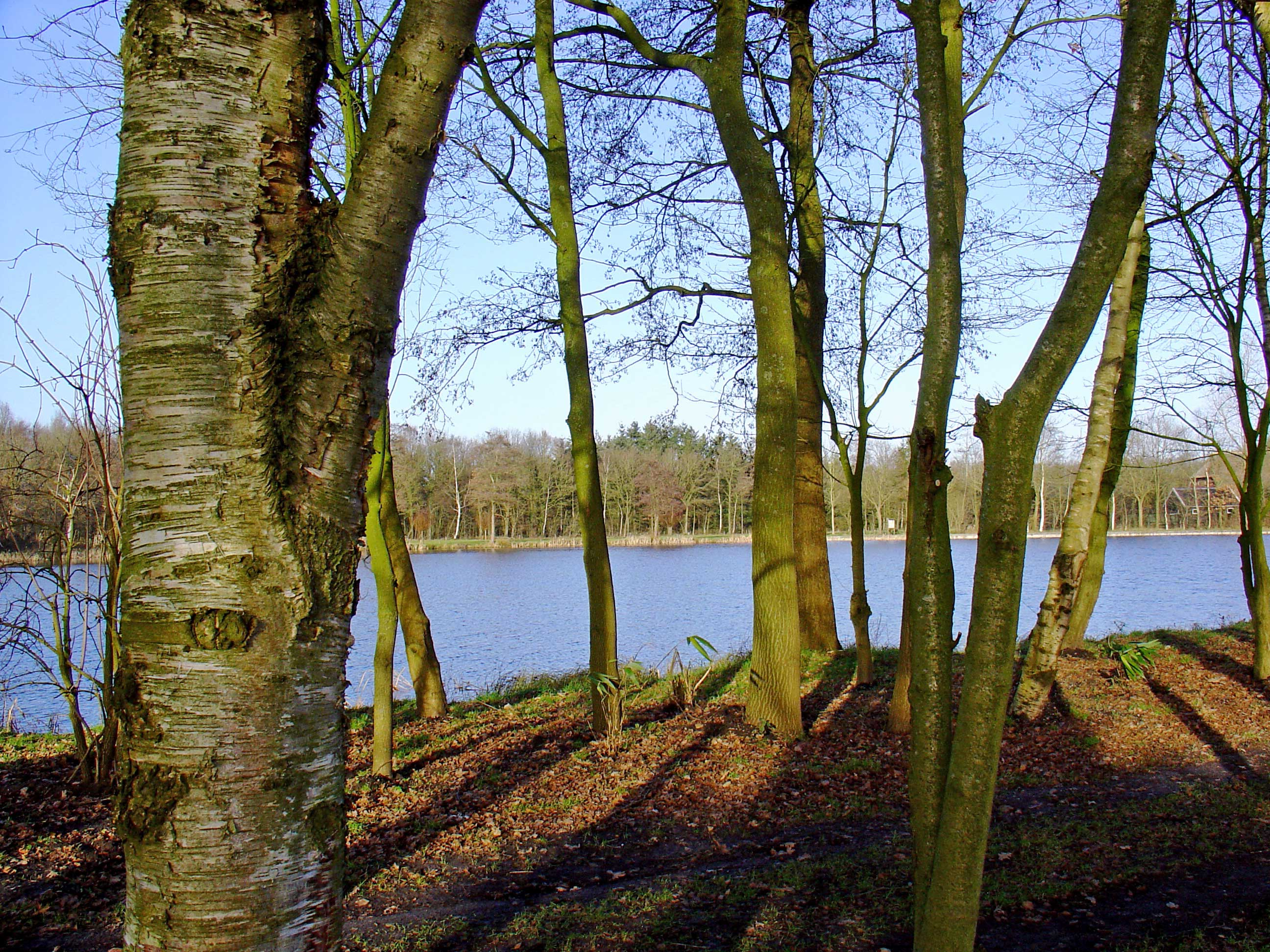
Schaopwas bij Eexterhalte

Een schaapvolt (ook: schaapsvolt) of schaapwas is een ondiepe plas of ven in heidegebieden.
De plas heeft vaak een natuurlijke leembodem. Hierdoor zakt het water niet weg naar grondwaterniveau en staat er ook zomers vrijwel altijd water in. De term is ontleend aan de vroegere functie: het wassen van de schapen voor ze werden geschoren.
Nadat de schaapvoltes hun oorspronkelijke bestemming verloren hadden, zijn ze vaak in gebruik gekomen als (informele) zwemgelegenheid of visvijver. Een aantal is gedempt. Sommige zijn nu beschermd natuurgebied; amfibieën zoals padden en salamanders voelen zich er vaak goed thuis.
Een schaapvolte moet niet verward worden met een dobbe. Dat is een gegraven kolk in een dorp, vroeger bestemd als drenkplaats voor het vee en als bluswatervijver.

## Spelling
Naast de spelling met dubbel aa, komt in het Drents ook die met ao voor, dus schaopvolt en in het Gronings met oa; schoapvolt. Ook de toevoeging van een uitgangs-e is gewoon (schoapvolte).
Volt(e) betekent laagte en is verwant aan het woord vallen en vallei. Het is terug te vinden in de plaatsnaam Valthe.